# Хаджи Мехмед чешма
Хаджи Мехмед чешма (на гръцки: Kρήνη στην οδό Τιμοθέου) е историческа османска чешма в македонския град Солун, Гърция.
Чешмата е разположена в Горния град - старата турска махала, на улица „Тимотеос“ на кръстовището ѝ с „Лисияс“, точно срещу Латомския манастир. Чешмата е изградена от тухли и на фасадата има фалшив островърх тухлен свод. Реставрирана е. Ктиторският надпис на чешмата е изчезнал и годината на издигането ѝ е неизвестна.